# Іванишин Мар'яна Юріївна

Мар'я́на Ю́ріївна Івани́шин (24 серпня 1992) — українська футболістка, півзахисниця польського «Медика» та національної збірної України.

## Життєпис
Мар'яна Іванишин зацікавилася футболом у 8-річному віці завдяки братам. Вболівала за мадридський «Реал» та Андрія Шевченка. 2004 року вступила до франківської ДЮСШ № 3, де її першим тренером став Іван Олійник. 15 травня 2008 року дебютувала на професійному рівні у матчі калуського «Нафтохіміка» проти костопільської «Родини».
Через фінансові труднощі, що виникли у «Нафтовику», разом з Оксаною Яковишин, Юлією Гнидюк та Ольгою Маслянко перебралася до чернігівської «Легенди», що була на той час одним з лідерів українського жіночого футболу. За чотири сезони в Чернігові Іванишин двічі стала чемпіонкою України та одного разу здобула національний Кубок.
2013 року перейшла до лав польського «Гурника» з Ленчни. Протягом трьох років стала віце-чемпіонкою Польщі, дворазовою бронзовою призеркою та дворазовою фіналісткою Кубка.
21 січня 2016 року дебютувала у складі національної збірної в товариському матчі проти збірної Їзраїлю. Влітку того ж року стала футболісткою одного з найтитулованіших чеських клубів — празької «Спарти», однак вже навесні 2017, відігравши всього у 5 поєдинках чемпіонату, вирушила в оренду до «Дукли».
Наприкінці вересня 2017 року повернулася до Польщі, приєднавшись до клубу «Спортова Чвурка».

## Досягнення
У складі «Нафтохіміка»
- Бронзова призерка чемпіонату України (1): 2008

У складі «Легенди»
- Чемпіонка України (2): 2009, 2010
- Срібна призерка чемпіонату України (1): 2011
- Володарка Кубка України (1): 2009
- Фіналістка Кубка України (2): 2010, 2011

У складі «Гурника»
- Срібна призерка чемпіонату Польщі (1): 2013/14
- Бронзова призерка чемпіонату Польщі (2): 2012/13, 2014/15
- Фіналістка Кубка Польщі (2): 2014/15, 2015/16

У складі «Спарти»
- Срібна призерка чемпіонату Чехії (1): 2016/17

🥉Бронзова призерка Чемпіонат  Польщі з футболу серед жінок 2018/2019